# جيه. بي. دوتا
جيه. بي. دوتا (بالإنجليزية: J. P. Dutta) (و. 1949  م) هو مخرج أفلام، ومنتج أفلام، وكاتب سيناريو هندي، ولد في مومباي.

## جوائز
حصل على جوائز منها:

جائزة فيلم فير لأفضل مخرج ‏، عن عمل: Border (1997 film) ‏ (1998)

## وصلات خارجية
- جيه. بي. دوتا على موقع IMDb (الإنجليزية)
- جيه. بي. دوتا على موقع ألو سيني (الفرنسية)
- جيه. بي. دوتا على موقع أول موفي (الإنجليزية)
- جيه. بي. دوتا على موقع قاعدة بيانات الفيلم (الإنجليزية)
- جيه. بي. دوتا على موقع كينوبويسك (الروسية)